# Povijest Nizozemske
Tijekom cijele svoje povijesti Nizozemci su bili upućeni na more. Najprije su morali isušiti nizinsko tlo koje leži ispod Sjevernog mora i zaštititi ga od poplava. Zatim su svoje pomorske vještine iskoristili za stvaranje bogatog, svjetskog trgovačkog carstva. U 16. i 17. stoljeću gradovi poput Amsterdama i Rotterdama obogatili su se istočnjačkim začinima, a trgovci su bili pokrovitelji umjetnosti i znanosti. Unatoč nazadovanju tijekom 18. stoljeća, Nizozemska je do danas održala svoj blizak odnos s morem.
Tijekom 13. stoljeća Nizozemci su počeli isušivati tlo prekriveno Sjevernim morem gradeći niz rovova i odvodnih kanala. Nizozemski graditelji postali su tako dobri u projektiranju odvodnih kanala da su zbog toga bili vrlo traženi u cijeloj Europi.

## Pobuna protiv Španjolske
Godine 1556. Nizozemska je postala dijelom španjolskog ogranka Habsburškog Carstva. Protestanska Nizozemska odbijala je biti pod vlašću katoličke Španjolske. Izbila je pobuna i 1581. sedam sjevernih provincija proglasilo je nezavisnost od Španjolske. Nakon dugog i krvavog rata, objavljeno je primirje 1609. Nezavisnost od Španjolske konačno je dogovorena 1648.
Princ Vilim I. Oranski, poznat i kao Vilim Šutljivi, (1533. – 1584.) stigao je iz Orangea u južnoj Francuskoj, no bio je najveći veleposjednik u Nizozemskoj i protivnik španjolske vlasti. Godine 1576. postao je vođa Ujedinjenih nizozemskih provincija i dokazao se kao izvrstan general. Ubijen je u atentatu prije nego što je Nizozemska stekla svoju nezavisnost.

## Nizozemski ratovi
Uvriježeno je mišljenje da se Nizozemci stoljećima bore isključivo protiv mora, otimajući metar po metar zemlje od Sjevernog mora. Ipak, ova pomorska zemlja kroz stoljeća je vodila i brojne ratove.
Nizozemska je stvorena u ratu. Posjed habsburške Španjolske, sedam sjevernih provincija (Holandija, Zeeland, Utrecht, Gelderland, Overisel, Frizija i Hroningen) stvaraju 1579. godine pod vodstvom Wilhelma Oranskog Nassauskog, Utrechtski savez koji 1581. odbacuje suverenitet španjolske krune i proglašava neovisnost. 
Rat za oslobođenje od španjolske vlasti se vodio uglavnom oko tvrđava, jer je svaki nizozemski grad bio utvrđen. Prekretnicu u ratu predstavlja oslobođenje Hroningena 1594. godine od španjolske vlasti, čime je oslobođen teritorij sedam provincija. 
Nakon dvanaestogodišnjeg primirja (1609. – 1621.) rat se nastavlja i traje sve do 1648. godine kada je Westfalskim mirom potvrđena podjela Nizozemske na sjeverne provincije nazvane Republike Ujedinjene Nizozemske i južne koje stvaraju španjolsku Nizozemsku (iz kojih je kasnije nastala Belgija).
Po oslobođenju od španjolske vlasti, Nizozemska razvija snažnu pomorsku trgovinu u europskim morima i s prekomorskim zemljama, osniva kolonije i ometa portugalsku trgovinu na Dalekom istoku. Godine 1602. osniva se Der Vereenigde Oost - Indische Compagnie (Ujedinjena istočno-indijska kompanija). U kratkom razdoblju, 1603. – 1610. godine Nizozemci su istjerali Portugalce sa Šri Lanke i Molučkih otoka, osnovali skladišta i trgovinske postaje u perzijskom zaljevu, Indiji, Malajskom arhipelagu i na Taiwanu. Kao središte nizozemskog kolonijalnog carstva, Jan Coen, generalni guverner Nizozemskih istočnih Indija gradi 1619. godine Bataviju (današnja Jakarta). Nizozemci su napadali portugalske posjede na obali Istočne Afrike, osnovali naselja u Zapadnoj Africi, na Zlatnoj Obali, zauzeli Luandu, a 1652. godine su se naselili i utvrdili na Rtu Dobre Nade. 
U Sjevernoj Americi su osnovali koloniju Novu Nizozemsku na rijekama Delaware i Hudson, s glavnim gradom Novim Amsterdamom, današnjim New Yorkom. U Brazilu su osnovali koloniju novu Holandiju. 
Nizozemska trgovačka i kolonijalna ekspanzija dovela je do izgradnje velike mornarice i do brojnih ratova za pomorsku prevlast. Nizozemska je u prvoj polovici 17.stoljeća zauzela vodeći položaj u svjetskoj pomorskoj trgovini. Njene trgovačke rute su se protezale od Japana do Nizozemske, a zahvaljujući plovnim rijekama (Meuse, Rajna) njena trgovina je dopirala duboko u Europu. Nizozemska je raspolagala s oko 16 000 trgovačkih brodova, dok su sve ostale europske pomorske države zajedno imale oko 4 000 trgovačkih brodova, od čega je Engleska imala oko 570. Uz to je imala monopol na lov na haringe u Sjevernom moru i znatan udio u lovu na kitove (3000 ribarskih brodova, godišnji dohodak 60 milijuna guldena).
Nakon revolucije 1648. godine Engleska postaje Commonwealth i pristupa nacionalizaciji svog tržišta jer je u to vrijeme devet desetina engleske vanjske trgovine kontrolirala Nizozemska. Kao uzrok prvog rata navodi se engleski Navigation Act (1651.) kojim je drastično pogođena nizozemska trgovina. 
U tri englesko - nizozemska pomorska rata (1652. – 1654., 1665. – 1667. i 1672. – 1674.) borbe su se vodile uglavnom na moru, u međusobnim pomorskim bojevima, gusarenju, otimanjima kolonijalnih posjeda i pomorskim blokadama. Nakon okončanja trećeg rata, Nizozemska je bila prisiljena priznati Engleskoj bezuvjetno pravo prvenstva na moru, pravo engleske ratne zastave na pozdrav, ustupiti Engleskoj Novi Amsterdam, priznati joj brojne povlastice u Istočnim Indijama i platiti ratnu odštetu. 
U 18. stoljeću Nizozemska sudjeluje u brojnim ratovima. Od 1701. godine sudjeluje u Ratu za španjolsko naslijeđe koji je završio Utrechtskim mirom (1711.) kojim su utvrđeni posjedi i neovisnost Nizozemske. U ratu za austrijsko naslijeđe (1740. – 1748.) zbog ratnih neuspjeha i upada francuskih postrojbi u Nizozemsku, dolazi 1747. godine do ustanka u kojem je za nasljednog vladara sedam nizozemskih provincija postavljen Vilim IV. Oranski iz sporedne loze Oranje, čime je obnovljena vlast te dinastije, ugasla nakon smrti Vilima III. Oranskog (1702.)
Zbog pomaganja američkoj strani za vrijeme Američkog rata za neovisnost (1775. – 1783.) Velika Britanija objavljuje rat Nizozemskoj u kojem sudjeluju Francuska i Španjolska (1778. – 1783.) a koji završava nepovoljno za Nizozemsku. Posljedica toga su stranačke borbe između aristokratske stranke i pristalica dinastije Oranje koje dovode do abdikacije Vilima V i građanskog rata (1785. – 1786.). Uz potporu pruskog kralja Friedricha II, nizozemski vladar je vraćen na vlast, no stanje u zemlji je sporo sređivano.
U Reanciskim revolucionarnim ratovima Francuzi 1795. godine osvajaju Nizozemsku i proglašavaju je Batavijskom republikom. Napoleon I je 1806. godine proglašava Kraljevinom Holandijom i na tron postavlja svog brata Louisa Bonapartea. Pošto se Louis Bonaparte odrekao 1810. godine prijestolja Nizozemska je priključena Francuskoj. 
Nakon Napoleonovog poraza, odlukom Bečkog kongresa 1815. godine, Nizozemska i Belgija su spojene u Kraljevinu Nizozemsku pod Vilimom I. Revolucijom 1830. godine Belgija se oslobađa nizozemske vlasti. 
U 1814. godini Nizozemska je povratila svoje kolonijalne posjede u Istočnim Indijama i u 19. stoljeću vodi kolonijalne ratove za proširenje Nizozemske Istočne Indije, pretežno u Malajskom arhipelagu, na otocima Javi, Sumatri, Borneu, Celebesu, te na Novoj Gvineji.
U Prvom svjetskom ratu Nizozemska je bila neutralna, a tu je neutralnost namjeravala zadržati i u Drugom svjetskom ratu. No, to nije bila i Hitlerova namjera. Tako Njemačka napada Nizozemsku 1940. godine bez objave rata, nakon što je nizozemska vlada odbila Hitlerov zahtjev za ulazak njemačkih postrojbi u Nizozemsku radi zaštite njenog integriteta od navodne britansko - francuske agresije. Njemačke postrojbe su iskoristile vertikalni manevar, te kombinacijom zrakoplovnih udara, zračno desnatnih operacija i prodora oklopno mehaniziranih postrojbi u kratkom roku zauzela Nizozemsku. 
Nizozemska vlada na čelu s kraljicom je 1940. godine napustila zemlju, a vrhovni vojni zapovjednik, general H.Vingelman je po kraljičinom odobrenju poveo pregovore o primirju i 1940. potpisao kapitulaciju. Tijekom pregovora, došlo je do njemačkog zračnog napada na Roterdam u kojem je izgorjelo oko 25 000 kuća u staroj gradskoj jezgri i poginuo veliki broj građana. 
Tijekom rata, u Nizozemskoj je djelovao snažan pokret otpora, a ostaci nizozemske vojske, ratne i trgovačke mornarice borili su se tijekom rata na savezničkoj strani. Nakon konačnog oslobođenja u svibnju 1945. godine Nizozemska se angažira u svojim kolonijama, primarno u ratu u Indoneziji koji okončava u studenom 1949. godine kada Nizozemska priznaje neovisnost Indonezije, što predstavlja početak okončanja nizozemskog kolonijalnog razdoblja. 
Nizozemska se u travnju 1949. godine priključuje NATO-u. Nizozemske postrojbe su sudjelovale u Korejskom ratu, u sklopu brojnih mirovnih operacija UN, te u sklopu djelovanja NATO-a, u raznim operacijama uključujući i Zaljevski rat 1990. godine protiv Iraka, kao i djelovanja tijekom rata u Hrvatskoj, BiH, na Kosovu i u SR Jugoslaviji. 
Velika mrlja na nizozemskoj savjesti ostaje Srebrenica, koju je kao zaštićenu zonu štitila nizozemska postrojba (Dutch bat) u sastavu postrojbi UN u Bosni i Hercegovini. Nizozemsko zapovjedništvo je bez borbe predalo Srebrenicu i civile pod svojom zaštitom srpskim snagama pod zapovjedništvom Ratka Mladića. Srpske snage su puštene u zaštićenu zonu izvršile najveći masovni pokolj u Europi nakon Drugog svjetskog rata, brutalno ubijajući oko 8000 ljudi.

### Bogatstvo Nizozemske
Nakon oslobađanja od španjolske vlasti, nizozemska država se obogatila. Trgovci su zgrtali bogastvo prekomorskom trgovinom, a u velikom broju pristizali su vješte židovske i protestantske izbjeglice bježeći od progona iz katoličke Europe. Otvorenost nizozemskog društva poticala je slobodnu razmjenu ideja. Cvjetala je znanost, a slikari poput Vermeera i Rembrandta stvarali su remek- dijela za bogatu srednju klasu.
Kao vodeća pomorska trgovačka nacija u Europi, Nizozemska se morala boriti da bi zaštitila svoje bogastvo. Trgovačko suparništvo, najprije s Engleskom, a potom s Francuskom u 17. stoljeću, dovelo je do ratova koji su oslabili Nizozemsku moć.

## Nizozemsko carstvo
Krajem 16. stoljeća nizozemski trgovci su plovili u potrazi za začinima do Indijskog oceana. Radi uspostavljanja te trgovine 1602. godine osnovana je Nizozemska istočnoindijska kompanija. Trgovačke postaje osnovane su u Indiji, Kini, Japanu i na prostoru današnje Indonezije. Godine 1650. Nizozemska ja vladala velikim carstvom u istočnoj Aziji
Nizozemski trgovci obogatili su se trgujući s Istokom. Iako su neki imali sjedište u glavnom gradu nizozemskog istočnog carstva Bataviji (današnja Jakarta u Indoneziji), većina je sebi gradila velike kuće u Amsterdamu. Te kuće su morale biti lagane konstrukcije jer su bile smještene na nestabilnom i isušenom zemljištu uz same gradske kanale. Zbog toga su građene od laganih materijala kao što su opeka i pješčenjak te s velikim prozorim
Začini, primjerice papar, klinčići i muškatni oraščić, imali su vrlo visoke cijene u 16. 17. stoljeću. Nizozemci su porazili Portugalce i Britance te preuzeli kontrolu nad trgovinom začina s Europom. Uspostavili su carstvo na jugoistoku Azije gdje su ujedno uzgajali i kavu.

## Vanjske poveznice
- Povijest Nizozemske  Arhivirana inačica izvorne stranice od 18. veljače 2008. (Wayback Machine)
- Povijesna događanja od 1914. god. pa na dalje
- Nizozemski institut za povijest
- Pretpovijest Nizozemske